# Галахад

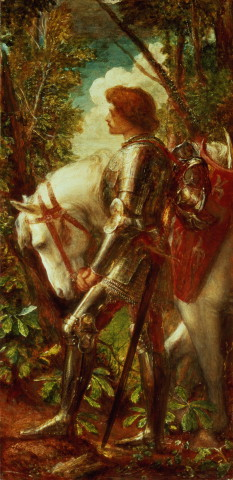
Картина Джорджа Фредерика Уоттса «Сэр Галахад» (1862)

Галахад (Галаад; англ. Galahad; фр. Galaad) — рыцарь Круглого стола Короля Артура и один из трёх искателей Святого Грааля. Внебрачный сын сэра Ланселота и леди Элейн. Отмечается, что сэр Галахад славился своим целомудрием и нравственной чистотой. История о Галахаде возникает довольно поздно в цикле романов о короле Артуре: вначале он появляется в «Ланселот-Граале», а лишь затем полная история о его подвигах выходит в свет в период поздней прозы о сэре Ланселоте и в романе сэра Томаса Мэлори «Смерть Артура» .

## Зачатие и детство
Все известные обстоятельства зачатия Галахада были изложены сэром Томасом Мэлори, которые он почерпнул из цикла рассказов «Ланселот-Грааль». Ланселот, околдованный чарами, возлёг с леди Элейн, принимая её за свою возлюбленную Гвиневеру. Сэр Томас Мэлори описывает, как королю Пеллеасу было знамение, в котором союз Ланселота и его дочери подарит миру ребёнка, мальчика, что станет величайшим рыцарем, избранным Господом для поиска и обретения Святого Грааля. Также король Пеллеас знает и то, что Ланселот любит лишь одну женщину, королеву Гвиневеру, и будет делить ложе только с ней. Пеллеас решается на рискованный шаг — он ищет самую могущественную волшебницу, леди Брюсен, которая дарит ему магическое кольцо. Этот волшебный артефакт даёт возможность Элейн предстать в облике Гвиневеры и тем самым соблазнить Ланселота.
Сэр Ланселот поддается чарам леди Элейн и возлежит в её покоях. После того, как рыцарь обнаружил обман, он бежит от неё. Однако узнав, что леди Элейн зачала от него сына, прощает дочери короля этот поступок. Тем не менее, Ланселот отказывается брать Элейн в законные жёны и возвращается в стан короля Артура. Когда рождается Галахад, мать оставляет его на попечение в женском монастыре, где он растет под надзором аббатисы святой обители.
Согласно старофранцузской прозе XIII века о приключениях Ланселота, «Галахад» было настоящим именем рыцаря Озера, которое было изменено в период его юности. Поэтому, когда рождается Галахад, он de facto получает имя своего отца. Волшебник Мерлин пророчествует, что сэр Галахад превзойдет Ланселота доблестью и достигнет успеха в поисках Святого Грааля. Наряду с этим, король Пеллеас, дед Галахада по материнской линии, изображается как потомок Брона, сводного брата Иосифа Аримафейского, которому и был вверен Святой Грааль.

## Поиски Святого Грааля

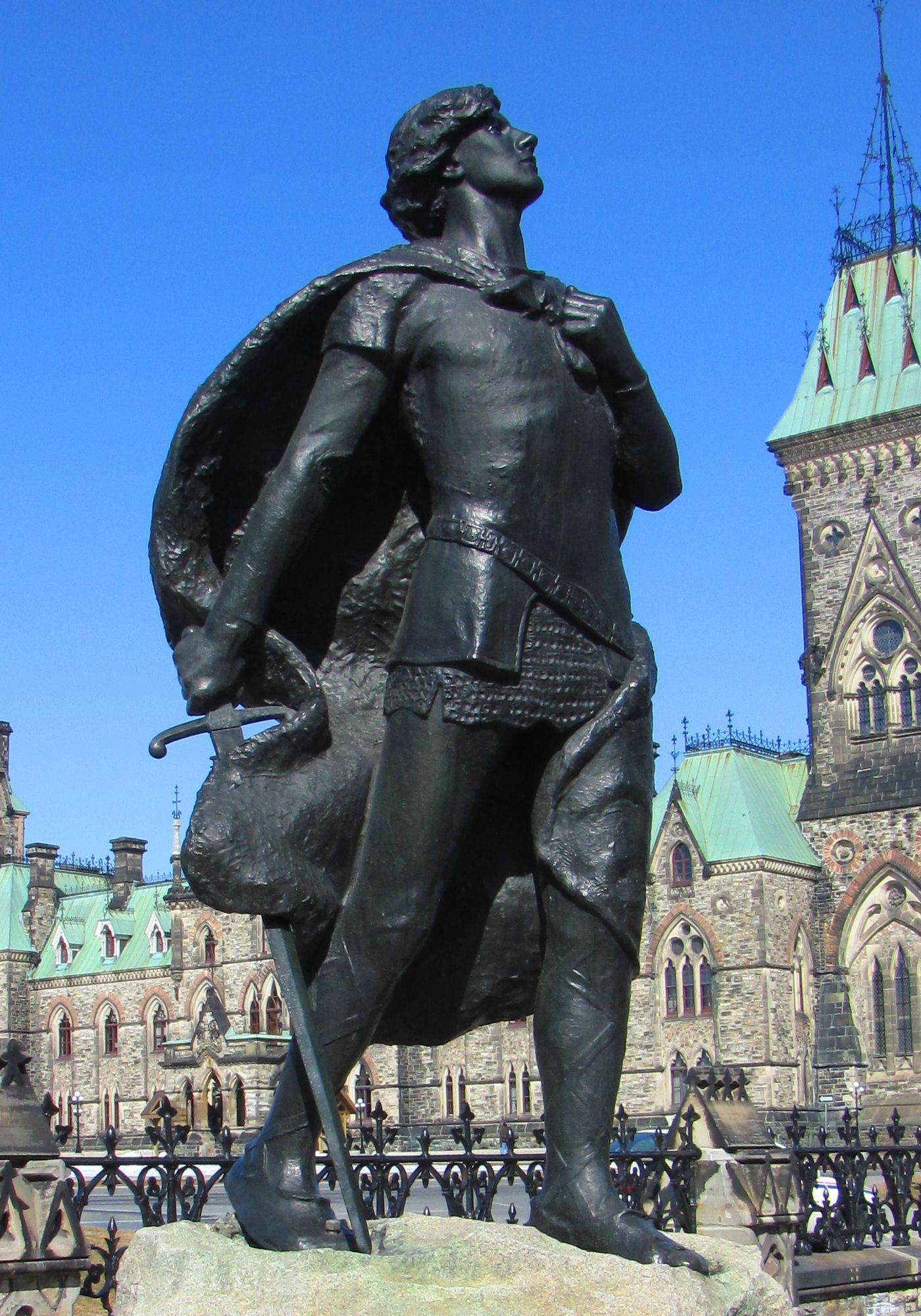
Статуя сэра Галахада в Оттаве. Онтарио, Канада.

По достижении совершеннолетия Галахад встречается со своим отцом, Ланселотом, который принимает его в ряды рыцарей. Сэр Галахад прибывает в стан короля Артура в день Святой Пятидесятницы, сопровождаемый старым шевалье. Как только он входит в место, где находится Круглый Стол короля Артура, Галахад занимает таинственное Гибельное Сиденье, воссесть на которое может лишь самый достойный рыцарь, что достигнет успеха в поиске Святой Чаши. Те из некоторых, кто попытался занять это сиденье, сразу же погибали. Галахад выживает и король Артур, осознав, что перед ним предстал самый величайший рыцарь, приводит его к реке. Там находится меч, вонзённый в камень, надпись которого гласит: «Всяк недостоин взять меня в десницу свою, лишь только лучший из рыцарей овладеет мной» (Погружённый клинок в камень это одна из легенд о настоящем мече короля Артура — «Меч в камне»). Галахад с легкостью вынимает оружие из каменной глыбы, и уже сам король Артур объявляет его величайшим рыцарем, существовавшим когда-либо. Святой рыцарь становится одним из паладинов Круглого Стола. Вскоре благородные мужи становятся свидетелями видения Святого Грааля, который намереваются отыскать. Так начинаются поиски Святой Чаши.
Сам Галахад путешествует в одиночку и совершает множество подвигов: разбивает наголову своих врагов, спасает Парсифаля от двадцати рыцарей, выручает из беды дев, и вскоре объединяется с Борсом и Парсифалем для поиска Чаши. В пути они встречают сестру сэра Парсифаля, приведшую трёх рыцарей на корабль, что плывет в земли, где хранится священный артефакт. Сестра Парсифаля погибает, спасая паладинов. Борс уходит от Галахада и Парсифаля, чтобы достойно проститься и похоронить тело девы.
Спустя время, рыцари прибывают во двор короля Пеллеаса и его сына, Элиазара — именно они отведут Галахада в комнату, где хранится Святой Грааль. Галахад испрашивает благословения короля на то, чтобы отвезти сосуд в священный город Саррас.

## Подробнее
Незаконнорождённый сын Ланселота и леди Элейн, Галахад с детства воспитывался монахинями в монастыре. Юноша вырос крайне религиозным, прославился своей галантностью и чистотой. В день Пятидесятницы Галахад прибыл в Камелот, чтобы стать рыцарем короля Артура. Молодой рыцарь сел в запретное Гибельное сиденье, которое считалось предназначенным лишь для достойнейшего из достойных, кому покровительствует Сам Бог.
В тот день собравшимся рыцарям было явлено видение в виде золотой чаши, прикрытой парчой, в которой витязи узнали Святой Грааль — чашу, в которую Иосиф Аримафейский собрал кровь распятого Иисуса Христа. После этого многие рыцари Круглого Стола, и Галахад в их числе, поклялись отправиться на поиск священной чаши. По дороге Галахад получил щит Иосифа, обладавший похожими с Сиденьем свойствами — он был способен погубить любого, кто возьмёт его, будучи недостойным.
В итоге Галахад оказывается единственным рыцарем, которому Грааль даётся в руки. После чего Галахад исчезает, и возносится на небеса как святой.

## Современность
В 1943 году в Бирме была создана 5307 сводная бригада спецназа, позднее известная как «Мародёры Меррила», промежуточным её названием было бригада «Галахад».
В 1966 году был спущен на воду британский военно-транспортный корабль «Сэр Галахад» (L3005).
В 1982 году Международный Астрономический Союз присвоил кратеру на спутнике Сатурна Мимасе наименование Галахад.
В серии фильмов Kingsman агенты одноименного агентства носят имена персонажей Артурианы. Главные герой и его наставник имеют позывной Галахад.
Сериал Библиотекари 1-4 сезон,
Джон Ларрокетт — Дженкинс (Галеас / Галахад): сотрудник Библиотеки, работающий в Пристройке.
В фильме Final Fantasy XV: KINGSGLAIVE рассказывается о захваченном враждебной нацией архипелаге Галахд, названный в честь сэра Галахада, а население архипелага называет себя «галахадцами». Главный герой фильма был рождён на этом архипелаге.
В видеоигре «The order 1886» главным персонажем выступает рыцарь Галахад.
В многопользовательской игре World of Tanks присутствует 3D-стиль на британский танк X уровня FV4005 Stage II под названием «Галахад».
В аниме Code Geass персонаж Бисмарка управляет боевым мехом «Галахад».
В аниме, игре Fate/Grand Order «Галахад» является героическим духом помещённым в Мэш Кириелайт.
В браузерной и мобильной игре Хроники Хаоса имеется герой с именем Галахад.
В игре Sonic and the Black Knight рыцарь Галахад представлен как двойник ежа Сильвера.

## Иностранные источники
- Arthurian Tradition Essays in Convergence. Tuscaloosa: University of Alabama, 1988. 90-95. Print. Atkinson analyses Malory’s motives for writing about the Holy Grail quest. He compares the knights and focuses on how Galahad sticks out from the rest of the knights.
- Berger, Thomas. Arthur Rex: A Legendary Novel. Boston: Little, Brown, 1990. Print.
- Cohen, Matt. Too Bad Galahad. Toronto: The Coach House Press, 1972. Print. A comical approach to the legend of Sir Galahad, his quest for the Holy Grail, and his pier character is made to seem foolish.
- De Beverley, Thomas. The Birth of Sir Galahad 1925. <http://www.lib.rochester.edu/camelot/TDGalahad.htm>. This poem gives details regarding how Elaine, daughter of King Pellas, receives a magic ring that will trick Lancelot into sleeping with her and conceiving Galahad.
- Erskine, John. Galahad: Enough of His Life to Explain His Reputation. Indianapolis: The Bobbs-Merrill Company, 1926. Print. Follows the story of Galahad’s conception and his whole life. Underlines the influence of Guinevere on Galahad’s knightly training, which ultimately pushed him to exceed all others who surrounded him.
- Hyatte, Reginald. «Reading Affective Companionship In The Prose Lancelot.» Neophilologus 83 (1999): 19-32. Print. Explores the varying speculation gravitating around a potential homosexual relationship between Galahad and Lancelot.
- Kennedy, Edward D. «Visions of History: Robert de Boron and English Arthurian Chroniclers.» Fortunes of King Arthur. Cambridge: D.S. Brewer, 2005. 29+. Print. Examines the relationships between the Holy Grail quest and Galahad by giving overviews of other Author’s inquires.
- Malory, Thomas. Le Morte Darthur: The Winchester Manuscript. New York: Oxford University Press, 1998. Print. Follows the quest for the Holy Grail and how Galahad became knighted by his father.
- Mieszkowski, Gretchen. «The Prose Lancelot’s Galehot, Malory’s Lavin, and the Queering of Late Medieval Literature.» Arthuriana 5.1 (1995): 21-51.
- Monty Python and The Holy Grail. Dir. Terry Gilliam and Terry Jones. Perf. John Chapman and John Cleese. Python Pictures, 1974. DVD. The movie makes a satire of Galahad’s purity and chastity in the scene with the castle full of beautiful women.
- Ruud, Jay. «Thomas Berger’s Arthur Rex: Galahad and Earthly Power.» Critique 25.2 (1984): 92-99. Print. This text expresses how Galahad epitomised perfection in knightly-hood, the clear emulation of him by other knights and the truth behind his personal actions.
- Stevenson, Catherine B., and Virginia Hale. «Medieval Drama and Courtly Romance in William Morris' „Sir Galahad, A Christmas Mystery“.» Victorian Poetry 38.3 (2000): 383—391. Print. Shows how Galahad is depicted in William Morris’ «Sir Galahad, A Christmas Mystery». Displays Galahad’s struggle between being perfect and being human.
- Tennyson, Alfred. «Sir Galahad.» Galahad and The Grail. University of British Columbia. Web. 17 Nov. 2009. <http://faculty.arts.ubc.ca/sechard/344GAL.HTM>. This site contained many pictures depicting Galahad accompanied by groups of angels. The story accounts Galahads emotions before embarking on the quest for the Grail.
- Waite, Arthur. The Holy Grail: The Galahad Quest in the Arthurian Literature. New York: University Books, 1961. Print. This text gives a detailed discourse covering Galahad’s life story from his birth to his death, with specific emphasis on his contribution to the quest for the Holy Grail.
- Wilson, Edmund. «Galahad.» The American Caravan. Ed. Van Wyck Brooks, Alfred Kreymborg, Lewis Mumford, and Paul Rosenfeld. New York: Macaulay Company, 1927. Print.